# Équipe du Cameroun masculine de handball
Dernière mise à jour : 28 mars 2024.
L'équipe du Cameroun masculine de handball est la sélection nationale représentant le Cameroun dans les compétitions internationales masculines de handball.
La sélection est médaillée d'argent au Championnat d'Afrique de 1974 et médaillée de bronze en 1976. Les Camerounais sont aussi médaillés d'argent aux Jeux africains de 1978 et de 1995.
En revanche, la sélection n'a jamais été qualifiée pour un Championnat du monde.

## Parcours

### Championnat d'Afrique des nations
| Édition             | Rang                        |
| ------------------- | --------------------------- |
| Tunisie 1974        | Médaille d'argent, Afrique  |
| Algérie 1976        | Médaille de bronze, Afrique |
| Congo 1979          | 5e                          |
| Tunisie 1981        | non qualifié                |
| Égypte 1983         | non qualifié                |
| Tunisie 1985        | 6 à 9e                      |
| Maroc 1987          | non qualifié                |
| Algérie 1989        | non qualifié                |
| Égypte 1991         | non qualifié                |
| Côte d'Ivoire 1992  | non qualifié                |
| Tunisie 1994        | non qualifié                |
| Bénin 1996          | 7e                          |
| Afrique du Sud 1998 | 9e                          |
| Algérie 2000        | non qualifié                |

| Édition      | Rang  |
| ------------ | ----- |
| Maroc 2002   | 5e    |
| Égypte 2004  | 5e    |
| Tunisie 2006 | 9e    |
| Angola 2008  | 7e    |
| Égypte 2010  | 10e   |
| Maroc 2012   | 7e    |
| Algérie 2014 | 5e    |
| Égypte 2016  | 5e    |
| Gabon 2018   | 9e    |
| Tunisie 2020 | 12e   |
| Égypte 2022  | 12e   |
| Égypte 2024  | 10e   |
| Total        | 19/26 |

### Jeux africains
| Édition            | Rang                        |
| ------------------ | --------------------------- |
| Brazzaville 1965   | 5e                          |
| Lagos 1973         | 5e                          |
| Alger 1978         | Médaille de bronze, Afrique |
| Nairobi 1987       | 4e                          |
| Le Caire 1991      | 4e                          |
| Harare 1995        | Médaille d'argent, Afrique  |
| Johannesbourg 1999 | forfait                     |
| Abuja 2003         | 5e                          |
| Alger 2007         | 5e                          |
| Maputo 2011        | 6e                          |
| Brazzaville 2015   | forfait                     |
| Casablanca 2019    | non qualifié                |
| Accra 2023         | non qualifié                |
| Total              | 9/13                        |